# 옥룡면
옥룡면(玉龍面)은 대한민국 전라남도 광양시의 면이다.

## 개요
옥룡면은 장엄하고 수려한 백운산이 사시사철 웅장한 자태와 수려한 산새를 자랑하며 경칩 무렵이면 높은 미네랄 성분이 함유된 고로쇠 수액이 넘치고, 여름 피서철에는 천연계곡의 물놀이로, 가을에는 오색찬연한 단풍등산으로 사시사철 관광객이 끊이지 않는 광양 제일의 휴양명소로 각광받고 있다. 또한 천년 숲 동백림이 우거져 있는 옥룡사지와 우리나라 최대의 황동약사여래상이 웅장한 자태로 서 있는 운암사가 있고, 중흥사 삼층석탑과 쌍사자석등, 최산두 선생의 얼이 서린 학사정 등 유서깊은 문화유적과 울창한 편백림숲이 우거진 백운산휴양림과 수련관이 있어 심신을 닦기에 좋은 지역이다.

## 행정 구역
- 동곡리
- 산남리
- 용곡리
- 운곡리
- 운평리
- 율천리
- 죽천리
- 추산리